# Dendrobium trichosepalum
Dendrobium trichosepalum är en orkidéart som beskrevs av Alexander Gilli. Dendrobium trichosepalum ingår i släktet Dendrobium, och familjen orkidéer.
Artens utbredningsområde är Papua Nya Guinea. Inga underarter finns listade i Catalogue of Life.